# STS-42
STS-42 (englisch Space Transportation System) ist eine Missionsbezeichnung für das US-amerikanische Space Shuttle Discovery (OV-103) der NASA. Der Start erfolgte am 22. Januar 1992. Es war die 45. Space-Shuttle-Mission und der 14. Flug der Raumfähre Discovery.

## Mannschaft

### Hauptmannschaft
- Ronald Grabe (3. Raumflug), Kommandant
- Stephen Oswald (1. Raumflug), Pilot
- Norman Thagard (4. Raumflug), Missionsspezialist
- David Hilmers (4. Raumflug), Missionsspezialist
- William Readdy (1. Raumflug), Missionsspezialist
- Roberta Bondar (1. Raumflug), Nutzlastspezialistin (CSA)  Kanada
- Ulf Merbold (2. Raumflug), Nutzlastspezialist (ESA)  Deutschland

Ursprünglich war Mary Cleave als Missionsspezialistin vorgesehen. Da sie die NASA aus persönlichen Gründen verließ, wurde sie im Januar 1990 durch Sonny Carter ersetzt. Carter kam im April 1991 bei einem Flugzeugabsturz ums Leben. David Hilmers übernahm seine Aufgaben.

### Ersatz
- Ken Money (CSA)  für Bondar
- Roger Crouch  für Merbold

## Missionsüberblick
Die Mission STS-42 begann mit einem problemlosen Start am 22. Januar 1992. In der Nutzlastbucht des Space Shuttles befand sich das Mikrogravitations-Laboratorium-1 (IML-1). Dieses auf dem Spacelab basierende Modul enthielt Experimente, um die komplexen Effekte der Schwerelosigkeit auf lebende Organismen und andere Materialien zu erforschen. Um Experimente rund um die Uhr durchführen zu können, arbeitete die Besatzung im Schichtbetrieb. Grabe, Oswald, Thagard und Bondar bildeten das blaue Team, während Hilmers, Readdy und Merbold das rote Team bildeten.
Zum Erreichen möglichst geringer Störungen der Schwerelosigkeit durch Bahnmanöver wurde für den Großteil der Flugdauer eine gravitationsstabilisierte Lage, mit dem Heck zur Erde, eingenommen. Bei 13 materialwissenschaftlichen und 29 biologischen Experimenten sollten die Vorteile der Mikrogravitation untersucht werden.
Die Werkstoffexperimente beschäftigten sich vor allem mit der Züchtung großer und reiner Kristalle (Proteinkristalle, Kristallisation von Salzlösungen zur Untersuchung entstehender Anomalien und Aufbrüche, Dampfkristallisation von Quecksilberjodid, Züchtung organischer Kristalle als mögliche Supraleiter). Biomedizinische Untersuchungen wurden teilweise unter Mikrogravitation und in vier kleinen Zentrifugen, die unterschiedliche Schwerkraft simulierten, gleichzeitig ausgeführt. Allerdings gingen die 480 Fruchtfliegen aufgrund giftiger Verunreinigungen im Futter innerhalb von drei Tagen ein. Die Experimente mit Bakterien, Krabbeneiern und Linsensämlingen verliefen erfolgreicher. Weitere Untersuchungen betrafen die Raumfahrerkrankheit (Vestibularschlitten), den Wirkungsverlust von Antibiotika, Pflanzenwachstum und -lichtempfindlichkeit sowie Auswirkungen kosmischer Strahlung auf lebende Organismen. Automatisch ablaufende Untersuchungen in 10 GAS-Containern (Get Away Special), IMAX-Aufnahmen für den Film "Abenteuer Raumfahrt" und mehrere Experimente im Mitteldeck des Shuttle komplettierten das Forschungsprogramm.
Technische Probleme führten zu einer Flugverlängerung um einen Tag, um den Arbeitsplan so weit wie möglich zu erfüllen. Deshalb fand die Landung erst am 30. Januar auf der Edwards Air Force Base statt. Zwei Wochen später wurde die Discovery zum KSC zurückgeflogen.